# Le Sac des filles
Albums de Camille
 Le Fil
(2005)
Le Sac des filles est le premier album de Camille publié le 23 septembre 2002.

## Liste des titres
| No  | Titre                   | Durée |
| --- | ----------------------- | ----- |
| 1.  | 1, 2, 3                 | 2:35  |
| 2.  | Paris                   | 3:46  |
| 3.  | La Demeure d'un ciel    | 3:26  |
| 4.  | Les Ex                  | 4:15  |
| 5.  | Mon petit vieux         | 4:28  |
| 6.  | Ruby                    | 2:13  |
| 7.  | Le Sac des filles       | 3:12  |
| 8.  | Un homme déserté        | 4:07  |
| 9.  | Je ne suis pas ta chose | 3:59  |
| 10. | Elle s'en va            | 2:49  |
| 11. | Là où je suis née       | 4:45  |